# Weiherfelder Hof
Der Weiherfelder Hof – alternativ Weiherfelderhof geschrieben – ist ein Wohnplatz, der zur Ortsgemeinde Trippstadt gehört.

## Lage
Der Ort liegt im Norden der Gemeindegemarkung, unmittelbar nördlich befindet sich bereits die Gemarkungsgrenze zur Stadt Kaiserslautern. Etwas weiter südlich verläuft der Aschbach, der in diesem Bereich von links den ebenfalls unweit vom Weiherfelderhof verlaufenden Neuen Letzbach aufnimmt.
Rund 100 Meter weiter westlich befindet sich der ebenfalls zu Trippstadt gehörende Wohnplatz Aschbacherhof. Nördlich – bereits auf Kaiserslauterer Gemarkung – befindet sich mit den Letzbacheichen ein Naturdenkmal sowie der sogenannte TSG-Brunnen.
Nordöstlich erstreckt sich außerdem der Große Humberg und nordwestlich der Letzberg.

## Geschichte
Der Ort entstand im Lauf des 20. Jahrhunderts.

## Wirtschaft und Infrastruktur

### Wirtschaft
Im Weiherfelderhof sind eine Reitschule und ein Gestüt für Islandpferde untergebracht.

### Verkehr
Der Weiherfelderhof liegt an der bereits auf der Gemarkung von Kaiserslautern verlaufenden Kreisstraße 4, die vom Aschbacherhof nach Mölschbach führt. Zudem verfügt der Ort entlang der Buslinie 106, die von  der SWK Stadtwerke Kaiserslautern Verkehrs-AG betrieben wird, über eine Haltestelle.